# Jewelry
Jewelry (hangul: 쥬얼리) foi um grupo feminino sul-coreano formado pela Star Empire Entertainment em 2001. O grupo chegou ao fim em 2015. É o grupo feminino de K-pop com mais longa duração, superando Baby VOX.

## História

### 2001–2003: Estreia, mudanças na formação eAgain & Beloved
Os membros iniciais do Jewelry: Jungah, Lee Ji-hyun, Eunmi e Yoojin estrearam em 2001 com seu primeiro álbum Discovery. Após as promoções do álbum, Eunmi e Yoojin deixaram o grupo e foram substituídas por Inyoung e Minah.
Um ano depois, seu segundo álbum, Again, foi lançado, com resultados muito melhores. Com o estilo de balada R&B (em oposição às músicas de dança sexy que eram populares na época), o álbum rapidamente produziu dois singles de alto nível (Again e Tonight) que foram responsáveis pela popularidade do grupo. Isto foi rapidamente seguido pelo seu terceiro álbum, Beloved. O single I Really Like You tinha um conceito "fofo e inocente", combinando com o figurino colorido e coreografia bem humorada. Mesmo que as vendas dos álbuns Again e Beloved foi ótimo, o grupo estava descontente com sua imagem atual e não queria ser conhecido apenas pelas músicas bonitas e inocentes.

### 2004–2007: Atividades no Japão, mudanças na formação eSuperstar
Após o sucesso de seu segundo álbum, Jewelry ingressou em sua carreira no Japão em 2004, com seu primeiro single japonês Kokoro ga Tomaranai sob a gravadora independente Giza Studios. Depois das promoções, o grupo retornou ao seu pais Natal para o lançamento de seu quarto álbum.
No momento em que seu quarto álbum, Superstar saiu no início de 2005, a Jewelry deixou seu conceito de "imagem fofa". Seguindo a tendência do pop coreano, elas se tornaram mais sexy e mais femininos, o que ajudou a trazer seu atual nível de sucesso. O single Superstar (escrito pelo membro Lee Min-woo de Shinhwa) foi uma música de rock dirigida e surpreendentemente se tornou um grande sucesso. Lançaram também Passion, que também marcou fortemente o mesmo sucesso. Ambos os singles apresentaram destaque para Inyoung, com uma aparência escassa em calções curtas, que trouxe ao grupo muita atenção da imprensa (positiva e negativa).
Em 2006, Jewelry pausou todas as suas atividades na Coreia do Sul para se concentrar no Japão. Durante esse tempo, a integrante Jihyun deixou o grupo para seguir carreira de atriz. No início de novembro, foi anunciado que Minah também havia deixado o grupo, o que forçou a gravadora a procurar membros para substituir as ex-integrantes. Como Jungah e Inyoung haviam tido projetos solos, o publicado não esperava o lançamento de um novo álbum para 2007.

### 2008: Mudanças de formação,Kitchi IslandeEverybody Shh!
No início de 2008, Jewelry retornou ao cenário musical com seus novos membros, Baby J e Eunjung, com o lançamento de seu quinto álbum, Kitchi Island. Lançado em 20 de fevereiro de 2008, o álbum apresentou o single One More Time, uma capa da música In-Grid, composta por Sannie Carlson (Whigfield). One More Time refletiu o sucesso do hit single de Jewerly em 2005, Superstar na Coreia do Sul, atingindo o primeiro lugar no Music Core e Music Bank, duas semanas após o lançamento da música. O single também conseguiu sucesso on-line, superando os gráficos de vários sites de música, incluindo Melon, Dosirak, Bugs Music, M.Net.com, Muz e Juke On. One More Time tornou-se o single de Jewelry mais bem sucedido até à data, ficando na colocação 1 por 7 semanas seguidas no Music Core e no Music Bank. Na primavera de 2008, um segundo single, Everybody Shh!, foi lançado e promovido.
O grupo foi premiado com um Daesang ("Top Award"), para as maiores vendas digitais em 2008.

### 2009: Jewelry S,Rally,Sophisticatede mudança na formação
No início de 2009, as integrantes Baby J e Eunjung formaram o primeiro subgrupo de Jewerly, chamado Jewelry S. O mini-álbum de estreia, intitulado Sweet Song, foi lançado em formato digital no dia 22 de janeiro, enquanto o single completo foi disponibilizado em 6 de fevereiro.
O grupo lançou um novo mini-álbum em junho de 2009, intitulado Super Star, com a música "Rally", com o rapper Nassun. A canção foi para o concurso de talentos da Mnet, Superstar K. Um video musical também foi lançado.
Cerca de uma semana antes do lançamento do álbum, a música Strong Girl foi lançada como single digital. O seu sexto álbum, Sophisticated, foi lançado em 27 de agosto, com o video musical para a faixa-título, Vari2ty, sendo lançado no mesmo dia.
Em dezembro de 2009, foi anunciado a saída das integrantes Inyoung e Jungah. Um representante da Star Empire divulgou uma nota, anunciando a entrada da nova integrante, Semi. Ela foi concorrente do programa Superstar K e ficou nos primeiros colocados. Uma versão repaginada de seu sexto álbum, intitulado End And, foi lançado em 17 de dezembro, junto com o single Love Story.

### 2010–2011: Mudanças na formação,Back It UpePass & Forget It
Em 14 de junho de 2010, foi anunciado que Semi iria juntar ao grupo com um retorno acontecendo mais tarde durante o ano. Alguns meses depois, foi anunciado que o retorno do grupo ocorreria em 2011.
Em 18 de janeiro de 2011, Yewon juntou-se ao Jewelry. Um single digital, Back It Up foi lançado em 27 de janeiro, juntamente com o seu vídeo musical acompanhante. Elas fizeram sua performance de retorno no mesmo dia em no programa musical M! Countdown. O single atingiu uma certa quantidade de sucesso no entanto, não foi tão bem sucedido quanto os trabalhos anteriores.
Em 9 de maio, a gravadora de Jewerly, Star Empire Entertainment, compartilhou alguns velhos vídeos de Jewelry que ensaiavam várias músicas. Dois dias depois, eles anunciaram com fotos teaser que o grupo lançaria um novo single que mais tarde foi revelado como Pass. O single foi lançado em 16 de maio, juntamente com um teaser musical com o companheiro de gravadora Hwang Kwang-hee do ZE:A. Nenhum vídeo musical foi lançado para Pass.
Em setembro, Semi e Yewon se juntaram à sub-unidade Jewelry S e anunciaram que lançariam um álbum intitulado Ames Room Vol.2, sendo a faixa-título a música Forget It. O single foi lançado em 20 de setembro, e o vídeo musical foi lançado no mesmo dia. Yewon juntou-se ao show de variedades de sucesso Invincible Youth 2 para representar seu grupo. O programa começou em 17 de novembro de 2011 e terminou em 12 de novembro de 2012.

### 2012–2013:Look At MeeHot & Cold
Em 2012, o grupo estava originalmente programado para fazer um retorno em julho. No entanto, isso foi adiado até outubro. Em 21 de setembro, o Jewelry anunciou seu retorno com seu primeiro mini-álbum Look At Me, com a faixa-título de mesmo nome. O mini-álbum foi lançado em 11 de outubro. Look At Me alcançou a posição 42 no Gaon Digital Charts e depois atingiu a posição 23. O mini-álbum também estreou em 7 no Gaon National Physical Album Charts. O vídeo musical também foi lançado no mesmo dia e o grupo teve sua performance de retorno no Music Bank no dia seguinte.
Durante meados de novembro, foi anunciado que Jewelry iria lançar um single digital no início de dezembro. Mas, no final de novembro, Star Empire Entertainment, anunciou que o single digital foi adiado e o grupo passaria mais tempo preparando seu próximo lançamento.
Em 2013, o Star Empire anunciou que Jewelry lançará um single digital em julho chamado Hot & Cold.

### 2014–2015: Saída de integrantes e fim do grupo
Em 3 de março de 2014, revelou-se que o contrato de Eunjung havia expirado e que iria deixar o grupo.
Em 19 de novembro de 2014, Jooyeon (Baby J) revelou que iria deixar o grupo, uma vez seu contrato expirou em agosto passado. Também foi revelado que Semi não renovaria seu contrato depois de ter expirado naquele mês.
Em 7 de janeiro de 2015, o grupo foi oficialmente confirmado como dissolvido.

## Integrantes
- Ha Joo-yeon (hangul: 하주연), nascida em 16 de agosto de 1986 (38 anos) em Seul, Coreia do Sul.[32]
- Kim Ye-won (hangul: 김예원), nascida em 5 de dezembro de 1989 (35 anos) em Seul, Coreia do Sul.
- Park Se-mi (hangul: 박세미), nascida em 8 de outubro de 1990 (34 anos) em Gwangju, Coreia do Sul.
- Park Jung-ah (hangul: 박정아), nascida em 24 de dezembro de 1981 em Yeongcheon, Gyeongsang do Norte, Coreia do Sul.
- Lee Ji-hyun (hangul: 이지현), nascida em 12 de outubro de 1983 (41 anos) em Seul, Coreia do Sul.
- Jung Yoo-jin (hangul: 정유진), nascida em 31 de março de 1982 (42 anos) em Seul, Coreia do Sul.
- Jeon Eun-mi (hangul: 전은미, nascida em 16 de outubro de 1984 (40 anos) em Incheon, Coreia do Sul.
- Seo In-young (hangul: 서인영), nascida em 3 de setembro de 1985 (39 anos) em Seul, Coreia do Sul.
- Cho Min-ah (hangul: 조민아), nascida Cho Jin-joo (hangul: 조진주) em 23 de junho de 1984 (40 anos) em Masan, Gyeongsang do Sul, Coreia do Sul.[33]
- Kim Eun-jung (hangul: 김은정), nascida em 28 de novembro de 1986 (38 anos) em Incheon, Coreia do Sul.

## Discografia
| - Discovery (2001) - Again (2002) - Beloved (2003) - Super Star (2005) - Kitchi Island (2008) - Sophisticated (2009) | - Jewelry First (2005) - Super Star (2005) |

## Prêmios
| Ano  | Prêmios |
| ---- | --- |
| 2002 | - iTV Awards: New Generation Award (Best Rookie Award) - KmTV Music Awards: Best Rookie Award |
| 2003 | - M.net KM Music Festival: Best Female Group - 14th Seoul Music Awards: Bonsang Award - 18th Golden Disk Awards: Best Music Video Director Award - KmTV Awards: Bonsang Award - SBS Music Awards: Bonsang Award - KBS Song Festival: Bonsang Award - 20th Model Awards: Best Dressed (Singer Category) - 10th Korean Entertainment Arts Awards: Best Female Singer |
| 2005 | - 12th Korean Entertainment Arts Awards: Best Female Group - M.net KM Music Festival: Best Female Group - 20th Golden Disk Awards: Popular M/V Award (Super Star) - KBS Song Festival: Best Female Group - SBS Music Awards: Bonsang Award |
| 2008 | - 10th M.net KM Music Festival: House/Electronic Music Award ("One More Time") - 23rd Golden Disk Awards: Digital Daesang Award - Mnet 20’s Choice Awards: Hot Online Song (One More Time) |